# Сукарно
Сука́рно (индон. Sukarno; имя при рождении — Ку́сно Сосродиха́рджо (яв. Koesno Sosrodihardjo [ˈkʊs.nɔ sɔ.srɔ.di.har.dʒɔ]; 6 июня 1901[…], Сурабая, Голландская Ост-Индия — 21 июня 1970[…], Джакарта) — индонезийский революционер, государственный и политический деятель, первый президент Индонезии, правивший с 1945 до 1967 года. 
Сукарно был лидером борьбы Индонезии за независимость от голландских колонизаторов. Он был видным лидером индонезийских националистов в колониальный период и провёл в заключении более десяти лет, пока не был освобождён вторгшимися японскими войсками во время операции в Голландской Ост-Индии в ходе Второй мировой войны. Сукарно и его соратники-националисты сотрудничали с Японской империей, чтобы заручиться поддержкой японской администрации со стороны населения, в обмен на помощь с их стороны в распространении националистических идей. После капитуляции Японии Сукарно и Мохаммад Хатта провозгласили независимость Индонезии 17 августа 1945 года, и первый был назначен президентом. Будучи главой новообразованного государства, он возглавил индонезийское сопротивление голландцам в ходе войны за независимость Индонезии, пока Нидерланды официально не признали независимость Индонезии в 1949 году. В результате ему был присвоен титул «Отец провозглашения».
После периода парламентской демократии, Сукарно провозгласил автократическую систему под названием «Направляемая демократия» в 1959 году, которая положила конец нестабильности и мятежам внутри страны. В 1960-х годах Сукарно провёл ряд агрессивных внешнеполитических мер под лозунгом антиимпериализма, поддержав Движение неприсоединения. Данные действия поспособствовали обострению отношений с Западом и сближению с СССР. После событий, связанных с Движением 30 сентября, генерал Сухарто взял под свой контроль страну в ходе свержения правительства Сукарно. За этим последовали репрессии в отношении реальных и предпологаемых левых, включая массовые убийства и казни членов «Коммунистической партии Индонезии» при поддержке ЦРУ и MI6, в результате чего, по оценкам, погибло от 500 тысяч до более 1 млн человек. В 1967 году Сухарто официально сменил Сукарно на должности президента, и последний оставался под домашним арестом вплоть до своей смерти в 1970 году.

## Детство
Сукарно родился 6 июня 1901 года, в голландский колониальный период, в городе Сурабая, в семье мусульманина Сухеми Сосродихарджо (1873—1945) и индуистки Аю Ньоман Рай (1881—1958), и был наречён Кусно. По яванскому поверью, появившийся на свет в год Быка на восходе солнца — избранник судьбы, которого ожидает героическое будущее. Ребёнок рос слабым и болезненным, и его отец, свято веря, что болезни сына проистекают из-за неудачного имени, дал ему другое имя — Карно, имя героя-воина древнеиндийского эпоса «Махабхараты», прибавив к нему префикс «Су», означающий «лучший». Сукарно был горделив от собственного имени: он бредил подвигами, видел себя в роли сильной личности, героя-спасителя, который может одержать победу над злом. О завете быть «вторым Карно» отец напомнил сыну, когда он покинул семью, чтобы продолжить образование в одной из лучших школ Восточной Явы.

## Юность
Юный Сукарно вступил в движение «Сарекат ислам» («Союз ислама») и четыре года прожил в доме лидера движения Чокроаминото. Там он женился на 14-летней дочери лидера Утари и получил первые уроки политической борьбы.

## Участие в повстанческом движении
Сукарно догадался объединить три основных течения, на которые распалось индонезийское освободительное движение — национализм, исламизм и социализм. «Корабль, который приведёт нас к свободной Индонезии — это корабль единства», — провозгласил он в 1926 году. 4 июля 1927 года в Бандунге был проведён съезд Национальной партии Индонезии, во главе которой встал Сукарно, однако уже в 1931 году партия самораспустилась. Его постоянно преследовала полиция, в 1929—1931 и 1933—1942 годах он находился в заключении или ссылке за участие в борьбе против голландского колониального господства. Сукарно без устали ездил по стране, используя любую площадку для своих речей. Блестящий психолог, он прекрасно чувствовал настроение аудитории и говорил то, что от него хотели услышать. Наделённый актёрским талантом, он словно разыгрывал перед собравшимися театр одного актёра. Его всё чаще стали называть Бунг-Карно, он становится признанным вождём индонезийского народа.

## Японская оккупация
В 1942 году японские войска заняли Индонезийский архипелаг. Сукарно пошёл на сотрудничество с новыми властями. Это был компромисс, но во имя цели, к которой он шёл всю свою сознательную жизнь — во имя независимости Индонезии. Япония обещала индонезийцам предоставить их стране независимость, но тянула с обещанием три года. Сукарно был принят японским императором, его наградили одним из орденов империи. Противники именовали Сукарно японским лакеем, он же утверждал: «Мы посадили семена национализма. Пусть японцы их выращивают». После изгнания японцев и восстановления голландской колониальной администрации Сукарно возглавил военные действия против неё, завершившиеся провозглашением независимости страны.

## Война за независимость Индонезии
Сукарно и его ближайшие соратники провозгласили Декларацию независимости республики через три дня после капитуляции Японии во Второй мировой войне. 17 августа 1945 года Сукарно выступил с речью перед собравшимся у его дома митингом. Он провозгласил независимость и призвал народ Индонезии взять судьбу страны в собственные руки. 18 августа 1945 года Комиссия по подготовке независимости избрала его президентом страны. Конституция наделяла первого президента неограниченной законодательной и исполнительной властью. И он не замедлил этим воспользоваться. Один из первых его указов предписывал всем гражданам приветствовать друг друга словом «мердека» (свобода) и поднятием руки, пять пальцев которой символизировали провозглашенные Сукарно пять принципов «панча сила» — индонезийский национализм, интернационализм или гуманизм, дискуссия или демократия, социальное благосостояние и вера в Бога. 22 августа Сукарно выступил с планом установления однопартийной системы. Но провозглашённая Индонезийская национальная партия так и не стала реальностью: уже 31 августа президент «заморозил» её формирование якобы для того, чтобы исключить дублирование ею создаваемых Национальных комитетов Индонезии. Таким образом в стране установилась монократическая форма правления, возглавляемая Сукарно, при полном отсутствии выборных представительных органов.
Тем временем с помощью Великобритании голландцы вернулись в свою бывшую колонию. В целях защиты правительство Сукарно мобилизовало индонезийские вооруженные подразделения, сформированные ещё в годы японской оккупации. По всей Яве стихийно возникали группы молодых революционеров, вставших на защиту республики. Перед угрозой вооруженного конфликта с Нидерландами руководители республики предпочли перевести своё правительство в Джокьякарту. В течение трёх лет шла война между индонезийскими патриотами и голландскими колонизаторами, одновременно между представителями Нидерландов и Республики Индонезия шли переговоры.
В декабре 1948 года голландцы подвергли бомбардировке аэропорт Джокьякарты и, захватив город, взяли в плен Сукарно, вице-президента Мохаммеда Хатту и премьера Сутана Шарира вместе с половиной кабинета министров. Все пленники были отправлены в ссылку.
Весной 1949 года возобновились переговоры при посредничестве ООН. Результатом давления США на Нидерланды, включавшего угрозу прервать оказание помощи в рамках плана Маршалла, стало прекращение огня в августе 1949 года. Сукарно вернулся в Джокьякарту.
Голландцы создали на контролируемой ими территории несколько марионеточных государств. 23 августа 1949 года в Гааге началась так называемая «конференция круглого стола», на которой было принято решение о передаче суверенитета над индонезийской территорией Соединённым Штатам Индонезии (СШИ), в которую в качестве штатов вошли Республика Индонезия и созданные голландцами марионеточные государства. Президентом СШИ был объявлен Сукарно; в должности президента Республики Индонезии его сменил Ассаат. Западная часть острова Новая Гвинея оставалась в руках голландцев. Сторонники республики настороженно относились к вновь образованной федерации. Они понимали, что голландцы задумали её в качестве средства для сохранения влияния консервативных сил в индонезийском обществе. Кроме того, после передачи власти в созданных голландцами государствах наблюдалось усиление прореспубликанских настроений. Это произошло после освобождения из тюрем тысяч политических заключенных, а также стало реакцией на некоторые военные операции голландцев. 17 августа 1950 года СШИ были упразднены и была восстановлена независимая унитарная Республика Индонезия во главе с Сукарно.

## Концепция «направляемой демократии»
В первые годы после ухода голландцев из Индонезии в стране было создано более 30 различных политических партий, которые начали борьбу между собой. Происходила частая смена правительств, резко менялся курс страны во внешней политике. В этих условиях вело свою работу Учредительное собрание, избранное для разработки новой индонезийской Конституции. В это трудное для страны время президент Сукарно обнародовал 21 февраля 1957 года свою программу укрепления государственной системы и сплочения народа. Он предложил создать кабинет взаимного сотрудничества из представителей всех партий, имеющихся в парламенте, также создать Национальный совет из представителей всех слоёв общества, который должен стать своего рода мостом между народом и правительством. Тогда же им была предложена концепция «направляемой демократии», которая предусматривала ослабление влияния политических партий, ограничение власти парламента и значительное усиление власти президента.
Переход к «направляемой демократии» выразился прежде всего в расширении президентских полномочий при существенном ограничении роли органов законодательной власти. Сукарно мотивировал этот шаг необходимостью не только преодоления политического кризиса, но и подавления активизировавшихся антиправительственных и сепаратистских движений, к этому времени контролировавших значительную часть страны. В начале 1957 года из-под власти центра практически полностью вышли Сулавеси и Суматра. На первом из этих островов действовала организация «Перместа», требовавшая предоставления широкой региональной автономии, на втором — Революционное правительство Республики Индонезии (РПРИ), которое вообще объявило о себе как о законной власти всей Республики. На сторону «Перместы» и РПРИ перешло немало авторитетных военных и политических деятелей, совокупная численность их вооружённых формирований составляла не менее 130 тысяч человек. Обе структуры пользовались поддержкой — в том числе военной помощью — со стороны США и ряда стран Запада. Но индонезийская армия смогла справиться с мятежниками. Началось активное сотрудничество Индонезии с СССР, снабжавшим Индонезию вооружением. Одновременно окрепли и позиции Коммунистической партии Индонезии: коммунисты не только сформировали собственное ополчение, но и заняли множество должностей в органах власти страны.
Новое правительство во главе с Раденом Джуандой Картавиджайя ликвидировало угрозу распада страны. 5 июля 1959 года президентским декретом была восстановлена конституция Республики Индонезии 1945 года. Одновременно президент распустил Учредительное собрание, которое оказалось неспособным выработать новую конституцию в результате противодействия его работе со стороны представителей Машуми и других правых партий. На следующий день правительство Джуанды вышло в отставку, так как согласно конституции 1945 года кабинет должен возглавлять сам президент. 9 июля 1959 года Сукарно сформировал новое правительство.
Оппозиция все отчётливее выражала недовольство авторитарным курсом президента и нарушением законодательных процедур. В феврале 1960 года она заблокировала принятие в парламенте проекта бюджета, предложенного правительством, в ответ на что 5 марта 1960 года Сукарно распустил парламент. Его заменил Совет народных представителей (готонг-ройонг), в котором все решения предполагалось принимать единодушным одобрением, а не голосованием, что исключало какую-либо оппозицию. Высшим органом власти стал Временный народный консультативный конгресс (ВНКК), сформированный 15 августа 1960 года. Согласно конституции, этот орган должен был определять основное направление государственной политики и на своих сессиях раз в пять лет избирать президента и вице-президента. С его созданием Национальный совет был упразднён.

## Возвращение Западной Новой Гвинеи
В начале 1960-х годов Сукарно активизировал усилия, чтобы «возвратить» Индонезии западную часть Новой Гвинеи (Ириан-Джая). Следуя его приказу, подразделения индонезийской армии совершили несколько неудачных экспедиций на остров. В конечном счёте благодаря содействию ООН вопрос был решён в пользу Индонезии. 15 августа 1962 года в Нью-Йорке было подписано индонезийско-голландское соглашение, по которому Нидерландская Новая Гвинея с 1 октября 1962 года перешла под управление Временной исполнительной администрации ООН, а 1 мая 1963 года была передана Республике Индонезия. В знак заслуг Сукарно в борьбе за присоединение западной части Новой Гвинеи ВНКК 18 мая 1963 года провозгласил его пожизненным президентом и присвоил титул «великий вождь революции».

## Противостояние Индонезии и Малайзии
За этим последовала кампания Сукарно по «сокрушению Малайзии» — недавно возникшего независимого государства, которое имело общую границу с Индонезией и включало бывшие британские колонии Малайю, Саравак, Бруней и Сабах (северное Борнео). По распоряжению Сукарно все официальные связи с Малайзией были прерваны, а на торговлю и транспортное сообщение с этой страной был наложен полный запрет. На территорию Малайзии через границу в разных местах просачивались индонезийские партизаны. Правительство Сукарно заключило союз с рядом коммунистических стран (ДРВ, КНДР и КНР) и демонстрировало всё более враждебное отношение к государствам Запада. В связи с избранием Малайзии в Совет Безопасности ООН Сукарно 7 января 1965 года объявил о выходе Индонезии из ООН.

## Недовольство политикой Сукарно
В начале 1960-х годов экономика Индонезии переживала тяжелейший кризис. Национализация голландской собственности, а затем изгнание из страны голландцев и китайцев (всего были вынуждены эмигрировать свыше 160 тыс. человек) привели к дезорганизации транспортной системы и торговли, оттоку капиталов и нарушению внешнеэкономических связей, а привлечение армии к управлению государственным сектором только способствовало распространению коррупции и воровства. На содержание бюрократического аппарата и вооружённых сил уходило две трети всех бюджетных ассигнований, в то время как на нужды экономического развития тратилось заметно меньше. Непосильные военные расходы в связи с борьбой за Западный Ириан, а затем против Малайзии вели к срыву планов развития, на которые выделялось менее 10 процентов всех средств бюджета. Особое влияние на президента приобрёл его заместитель в правительстве, министр иностранных дел и руководитель спецслужб страны Субандрио, сторонник союза с Китаем. Недовольство политикой президента привело к нарастанию внутриполитической напряжённости и противостояния различных политических сил в Индонезии, которое закончилось переворотом в стране.

## Смещение
Внутри президентского окружения созрел план контрзаговора, направленного на устранение ряда высших должностных лиц в составе вооружённых сил. Основной костяк заговорщиков составляли недовольные коррупцией офицеры из состава частей стратегического резерва армии и полка президентской охраны во главе с подполковником Унтунгом, а также офицеры ВВС, придерживавшиеся левых взглядов. В ночь с 30 сентября на 1 октября 1965 года подразделения восставших заняли стратегические части Джакарты; были схвачены и убиты шесть высокопоставленных генералов, включая главкома сухопутных сил Ахмада Яни. Восставшие заявили о роспуске правительства и переходе всей власти в руки «Революционного совета», но больше не предприняли никаких попыток закрепить своё положение. Разрозненные выступления в поддержку «Движения 30 сентября» произошли только в Сулу, Семаранге, на Северной Суматре и Риау. Пользуясь возникшим хаосом, командующий стратегическим резервом армии генерал-майор Сухарто сумел собрать верные ему части, и в течение нескольких дней восстание было подавлено. Несмотря на отсутствие каких-либо доказательств, в случившемся он обвинил Коммунистическую партию Индонезии (некоторые из членов Исполкома Политбюро КПИ, как считают исследователи, действительно могли принимать участие в заговоре, но в целом партия ничего об этом не знала и осудила попытку переворота, назвав её «внутренним делом армии»). Сукарно сохранил пост президента, однако был вынужден передать власть кабинету министров. 11 марта 1966 года Сукарно вынужден был издать приказ о передаче полномочий Сухарто, который получил право действовать от имени президента. На следующий день правительство запретило деятельность КПИ. В июне-июле состоялась сессия ВНКК, которая утвердила Сухарто как исполняющего обязанности президента. ВНКК обновлённого состава в марте 1968 года избрал Сухарто президентом. Процесс легитимного утверждения режима нового порядка, установившегося фактически с 1 октября 1965 года, завершился.
Первого президента страны обвинили в коррупции и проведении политики, которая «привела к экономическому и нравственному кризису нации». Из опасения очередного кровопролития, тюремное заключение Сукарно заменили на домашний арест. Ему запретили контакты с внешним миром. Следующие три года бывший отец нации прожил в одиночестве в маленьком домике под Джакартой. В день ему полагались две тарелки риса и чай. Ни жёны, ни любовницы, ни бывшие соратники под арестом его не навещали.

## Смерть
После отстранения от власти у Сукарно обострилась сердечная болезнь, всё чаще и чаще случались сердечные приступы. Летом 1970 года его состояние стало безнадёжным, утром 21 июля он скончался. На его похороны собрались, несмотря на отсутствие огласки, миллионы людей. Только в девятую годовщину смерти первого президента Сухарто организовал пышную церемонию перезахоронения, в торжественной обстановке был открыт мемориал памяти усопшего. Здание высотой в 18 метров было выполнено в национальном стиле и имело три ступени, символизирующие три этапа жизни человека — юность, зрелые годы и старость. На могильной плите была выгравирована надпись: «Здесь лежит Бунг-Карно — провозвестник независимости и первый Президент Республики Индонезия. Родился 6 июня 1901 года. Умер 21 июля 1970 года».

## Личная жизнь
Первой женой Сукарно стала Утари — дочь его учителя Чокроаминото. Сукарно женился на 14-летней Утари, когда ему самому едва исполнилось двадцать лет, но ему было не до семьи и он полностью ушёл в политику.
Спустя какое-то время Сукарно переехал в Бандунг, где поступил в Технологический институт. Он снял квартиру в доме преподавателя института по имени Сануси и сразу влюбился в его жену Инггид Гарнасих, которая была на 12 лет старше Сукарно. Через два года Инггид развелась с Сануси и вышла замуж за Сукарно. Детей у Инггид не было, хотя они прожили с Сукарно более двадцати лет. Умерла Инггид в возрасте 96 лет, пережив своего мужа на 14 лет.
В то время семья Сукарно была вынуждена скрываться от преследований голландских колониальных властей и переезжать с места на место. В 1938 году, отбывающий ссылку Сукарно был переведен на юг острова Суматра, где стал преподавать в местной школе. И снова Сукарно влюбился, на этот раз в одну из своих учениц, которую звали Фатмавати. Сукарно поначалу хотел жениться на Фатмавати, не разводясь с 50-летней Инггид. Но та решительно отвергла этот вариант и подала на развод. Отбыв ссылку, Сукарно переехал в столицу страны. В июне 1943 года через своего представителя (так позволяет ислам) Сукарно заочно женился на Фатмавати, которая ещё оставалась на Суматре. Через год к неописуемой радости Сукарно Фатмавати родила ему сына, которого назвали Гунтуром, что означает «гром». И всем последующим детям Сукарно были даны имена, имеющие отношение к природным явлениям: Мегавати (облако), Сукмавати (душа), Баю (ураган), Картика (звезда).
В 1953 году на одном из великосветских приемов Сукарно встретил Хартини, которой было суждено стать его четвёртой женой. От первого брака у Хартини было пятеро детей, но она была необычайно красива. Фатмавати не согласилась на новый брак своего мужа и ушла от него. В её защиту выступили многие женские организации. В конце концов был достигнут компромисс: Фатмавати формально осталась «первой леди» государства, а Хартини — женою Сукарно, но не как президента, а как частного лица. Поселилась она в загородной резиденции президента, в Богоре, где родила мужу двоих сыновей.
В 1962 году президент женился в пятый раз — на юной очаровательной японке Наоко Немото. Но наряду с ней у престарелого Сукарно были ещё две новые жены. В 1964 году он женился на не менее очаровательной светлокожей Юрике Сангер с острова Сулавеси, студентке университета, входившей в «парад красавиц», сопровождающих президента во время официальных церемоний. Через год он женился в последний, седьмой, раз — на 23-летней служащей государственного секретариата Харьяти. Они развелись через три года. После смерти Сукарно в 1970 году все его жены опубликовали воспоминания о своей жизни с ним. Все без исключения утверждали, что выходили за Сукарно по любви, а отнюдь не потому, что он был президентом.
Сукарно знал шесть иностранных языков — японский, арабский, английский, голландский, немецкий, французский. Коллекционировал живопись. Несколько альбомов репродукций из его коллекции были выпущены на русском языке.
В 1999 году дочь Сукарно — Мегавати Сукарнопутри стала вице-президентом, а в 2001 году — президентом Индонезии после импичмента Абдуррахмана Вахида.

## Память
В честь Сукарно назван самый большой стадион Индонезии «Бунг Карно», международный аэропорт в Джакарте Сукарно-Хатта. С 1963 по 1968 год административный центр Западного Ириана носил название Сукарнопура (ныне — город Джаяпура).

## Награды
- Медаль Национальной независимости (Камбоджа)[17]

### Комментарии
1. ↑  11 марта 1966 года Сукарно, столкнувшись с генералами Басуки Рахматом, Мохаммадом Юсуфом и Амирмахмудом, посланными Сухарто, был вынужден подписать декрет, известный как «Суперсемар»[англ.] (индон. Supersemar, от индон. Surat Perintah Sebelas Maret — Указ от 11 марта), согласно которому Сухарто получал право «действовать от имени президента». Этот приказ де-факто положил конец президентской власти Сукарно, хотя номинально он им оставался[1].
2. ↑  Согласно правилам индонезийского языка, действовавшим до 1972 года — Soekarno.
3. ↑  Также встречается начертание Коесно, связанное с неверным прочтением нидерландского диграфа oe в старом написании Koesno.